# 七フッ化ヨウ素
七フッ化ヨウ素（ななフッかヨウそ、Iodine heptafluoride）またはフッ化ヨウ素(VII)(Iodine(VII) fluoride)は、化学式がIF7の無機化合物である。単にフッ化ヨウ素とも呼ばれる。VSEPR理論によれば五方両錐形の分子構造をとる。分子はベリー機構のような擬似回転を受ける。無色の固体で融点は4.5℃であるが液体である温度範囲は狭く、沸点は4.77℃である。濃い蒸気は強いカビ臭を持つ。

## 合成
90℃の五フッ化ヨウ素（液体）にフッ素を通し、蒸気を270℃まで熱することにより合成する。生成物は、フッ素と乾燥ヨウ化パラジウム(II)またはヨウ化カリウムを交互に加えることにより、加水分解によって生じるIOF5の形成を最小限に抑えることができる。

{\displaystyle {\ce {{2O2PtF6}+ {2KF}+ IF5 -> {2KPtF6}+ {2O2}+ IF7}}}

## 危険性
IF7は、皮膚や粘膜に対し大きな刺激性を持つ。